# Sarcofaag (Goa'uld)
Een Goa'uld sarcofaag is een technologie ontwikkeld door de Goa'uld uit het fictieve Stargate universum.

## Inleiding
Deze sarcofaag is een stenen kist die plaats heeft om een mens te herbergen. De Oude Egyptenaren dachten dat de Goa'uld goden waren en dat de sarcofagen hun doodskisten waren maar niets is minder waar. Deze sarcofagen zijn eigenlijk verlengers van het leven en ze genezen elke menselijke kwaal of verwonding.

## Geschiedenis
De Goa'uld Telchak vond een Ouden genezingskubus en bestudeerde het om later de sarcofaag te bouwen. De Opgestegen Anubis vocht met Telchak om de locatie van de originele kubus te ontdekken maar Anubis wist niet dat deze op de Aarde. Daniel Jackson en Bill Lee vonden de kubus uiteindelijk in een tempel.

## Technologie
Deze sarcofagen zijn dan Goa'uld technologie maar zoals veel technologie van hen is ook het principe van de sarcofaag gekopieerd van een hoger technologisch ras namelijk de Ouden. De sarcofaag is gebaseerd op een Ouden genezingskubus maar de sarcofaag is minder krachtig en vertoont minder snel de bijwerkingen. Een bijwerking is dat het de gebruiker tot megalomanische gedachten en handelingen. Volgens de Tok'ra en het SGC is dit waarom de Goa'uld hun slechte aard hebben verkregen. Ook wordt de gebruiker verslaafd aan het effect van de sarcofaag na het meerdere keren gebruikt te hebben. De krachtbron van de sarcofaag is het buitenaardse mineraal naquahdah dat door slaven van de Goa'uld gemijnd wordt op verschillende gekoloniseerde planeten van de Goa'uld.

## Goa'uld
De Goa'uld gebruiken de sarcofaag meerdere malen in hun levensspanne ongeacht of de gastheer gewond is of niet. Door het gebruik ervan wordt de Goa'uld aangesterkt met extra levensjaren zonder van gastheer te veranderen. Ra vermeldde in Stargate de film al dat de sarcofaag voor hem zijn onsterfelijkheid betekende. 

## Tok'ra
De Tok'ra verbieden het zichzelf om hun eigen soort en hun gastheer aan de sarcofaag bloot te stellen omdat ze geloven dat dit het slechte in de mensen naar boven haalt.